# シックスセンス (競走馬)
シックスセンス（欧字名:Six Sense、2002年3月5日 - 2010年1月）は、日本の競走馬、日本およびアイルランドの種牡馬。主な勝ち鞍は2006年の京都記念。
名前の由来は、「第六感（シックスセンス）」。

## 経歴

### 競走馬時代
デビュー2戦目の未勝利戦 (函館芝1800m)に単勝オッズ1.1倍で勝ってから、11戦勝利に見放された。しかしディープインパクトをはじめとした同期の有力馬を相手に、5着以下が3戦目のデイリー杯2歳ステークスの1回のみという堅実ぶりを示している。
3歳初戦の京成杯で2着に入りオープンクラスに上がると、このときの賞金をもとに皐月賞に出走、単勝100倍を超える人気を覆し、ディープインパクトの2着に入り賞金を加算。続く東京優駿（日本ダービー）でも3着に入っている。秋初戦の神戸新聞杯も2着に入りふたたび賞金を加算。第66回菊花賞でも4着に入着。海外に遠征した暮れの香港ヴァーズでも外国馬を相手にウィジャボードの2着と、勝ちきれなかったものの好走した。
そして4歳の初戦京都記念では武豊を鞍上に迎え、コースの大外を強襲。サクラセンチュリーをハナ差交わし差し切り勝ちを収めた。ついに念願の2勝目、そして重賞初勝利となった。しかしその後右前浅屈腱炎を発症し、2006年3月に引退が決定した。

### 種牡馬時代
2006年に社台スタリオンステーションで種牡馬入りし、2007年よりレックススタッドで繋養された。同じサンデーサイレンス産駒の種牡馬が多いこともあって交配された牝馬は多くなく、質・頭数ともに苦戦気味であった。
2009年1月29日付でアイルランドに輸出。ブリッジハウススタッドで種牡馬入りした。種付料は4500ユーロ（約50万円）。
2009年11月8日、京都競馬場で行われた6R・メイクデビュー京都（2歳新馬、芝1400メートル）にてラヴセンスがJRA初勝利を挙げた。
2010年4月3日、同年1月に骨折により安楽死の措置がとられていたことが発表された。日付は不詳。8歳没。

## 競走成績
| 年月日 | 年月日 | 年月日 | 競馬場 | 競走名             | 格   | 頭数 | 枠番 | 馬番 | オッズ （人気） | オッズ （人気） | 着順 | 騎手     | 斤量 [kg] | 距離（馬場）  | タイム （上り3F） | タイム 差 | 勝ち馬/（2着馬）       |
| 2004.  | 7.     | 18     | 函館   | 2歳新馬            |      | 8    | 8    | 8    | 2.5             | （2人）         | 2着  | 四位洋文 | 54        | 芝1800m（良） | 1:53.1 (36.8)     | 0.0       | パーフェクトマッチ     |
|        | 8.     | 8      | 函館   | 2歳未勝利          |      | 13   | 5    | 7    | 1.1             | （1人）         | 1着  | 四位洋文 | 54        | 芝1800m（良） | 1:52.0 (37.4)     | -0.4      | （セイウンビバーチェ） |
|        | 10.    | 16     | 京都   | デイリー杯2歳S     | GII  | 13   | 2    | 2    | 7.4             | （4人）         | 8着  | 四位洋文 | 55        | 芝1600m（良） | 1:35.1 (36.1)     | 0.8       | ペールギュント         |
|        | 11.    | 27     | 京都   | 京都2歳S           | OP   | 10   | 8    | 9    | 15.2            | （6人）         | 3着  | 四位洋文 | 55        | 芝2000m（良） | 2:05.0 (33.3)     | 0.3       | ローゼンクロイツ       |
|        | 12.    | 25     | 阪神   | ラジオたんぱ杯2歳S | GIII | 9    | 5    | 5    | 13.0            | （4人）         | 4着  | 四位洋文 | 55        | 芝2000m（良） | 2:04.0 (33.5)     | 0.5       | ヴァーミリアン         |
| 2005.  | 1.     | 16     | 中山   | 京成杯             | GIII | 10   | 8    | 11   | 7.6             | （4人）         | 2着  | 四位洋文 | 56        | 芝2000m（不） | 2:07.6 (37.0)     | 0.2       | アドマイヤジャパン     |
|        | 2.     | 13     | 京都   | きさらぎ賞         | GIII | 9    | 3    | 3    | 4.4             | （3人）         | 4着  | 四位洋文 | 56        | 芝1800m（良） | 1:48.7 (34.0)     | 0.2       | コンゴウリキシオー     |
|        | 3.     | 19     | 阪神   | 若葉S              | OP   | 14   | 2    | 2    | 5.4             | （2人）         | 4着  | 四位洋文 | 56        | 芝2000m（良） | 2:00.6 (34.8)     | 0.3       | アドマイヤフジ         |
|        | 4.     | 17     | 中山   | 皐月賞             | GI   | 18   | 5    | 10   | 124.0           | （12人）        | 2着  | 四位洋文 | 57        | 芝2000m（良） | 1:59.6 (34.2)     | 0.4       | ディープインパクト     |
|        | 5.     | 29     | 東京   | 東京優駿           | GI   | 18   | 7    | 15   | 43.6            | （7人）         | 3着  | 四位洋文 | 57        | 芝2400m（良） | 2:24.5 (34.5)     | 1.2       | ディープインパクト     |
|        | 9.     | 25     | 阪神   | 神戸新聞杯         | GII  | 13   | 8    | 13   | 33.0            | （5人）         | 2着  | 上村洋行 | 56        | 芝2000m（良） | 1:58.8 (34.8)     | 0.4       | ディープインパクト     |
|        | 10.    | 23     | 京都   | 菊花賞             | GI   | 16   | 6    | 11   | 20.7            | （2人）         | 4着  | 四位洋文 | 57        | 芝3000m（良） | 3:05.7 (34.2)     | 1.1       | ディープインパクト     |
|        | 12.    | 11     | 沙田   | 香港ヴァーズ       | G1   | 12   | 11   | 11   | 27.0            | （8人）         | 2着  | 四位洋文 | 55        | 芝2400m（良） | 2:29.3            | 0.4       | ウィジャボード         |
| 2006.  | 2.     | 18     | 京都   | 京都記念           | GII  | 10   | 1    | 1    | 1.8             | （1人）         | 1着  | 武豊     | 56        | 芝2200m（良） | 2:13.5 (35.3)     | 0.0       | （サクラセンチュリー） |

## 特徴
ディープインパクトが勝利した三冠レースで2 - 4着に入ったことや香港ヴァーズにおけるウィジャボード（2004年度、2006年度欧州年度代表馬）の2着など、実力はあれど勝ちきれない馬として認知されていた。ナイスネイチャやステイゴールドを彷彿とさせるような、愛すべき馬として一部の熱心な競馬ファンから支持を得ていた。勝利する京都記念のレースの直前までは勝ち鞍が未勝利戦の1戦のみであったためファンはもちろんのこと、マスコミや長浜調教師までもが「史上最強の1勝馬」と呼んだ。競馬好きで知られる明石家さんまも同馬のことを「ナイスネイチャを彷彿とさせる馬」とコメントしている。

## 血統表
| シックスセンスの血統                                       | シックスセンスの血統                             | シックスセンスの血統                             | （血統表の出典）                                 | （血統表の出典） |
| 父系                                                       | サンデーサイレンス系（ヘイロー系）               | サンデーサイレンス系（ヘイロー系）               | サンデーサイレンス系（ヘイロー系）               | [ § 2 ]          |
| 父 *サンデーサイレンス Sunday Silence 1986 青鹿毛 アメリカ | 父の父Halo 1969 黒鹿毛 アメリカ                  | Hail to Reason                                   | Turn-to                                          | Turn-to          |
| 父 *サンデーサイレンス Sunday Silence 1986 青鹿毛 アメリカ | 父の父Halo 1969 黒鹿毛 アメリカ                  | Hail to Reason                                   | Nothirdchance                                    |                  |
| 父 *サンデーサイレンス Sunday Silence 1986 青鹿毛 アメリカ | 父の父Halo 1969 黒鹿毛 アメリカ                  | Cosmah                                           | Cosmic Bomb                                      | Cosmic Bomb      |
| 父 *サンデーサイレンス Sunday Silence 1986 青鹿毛 アメリカ | 父の父Halo 1969 黒鹿毛 アメリカ                  | Cosmah                                           | Almahmoud                                        |                  |
| 父 *サンデーサイレンス Sunday Silence 1986 青鹿毛 アメリカ | 父の母Wishing Well 1975 鹿毛 アメリカ            | Understanding                                    | Promised Land                                    | Promised Land    |
| 父 *サンデーサイレンス Sunday Silence 1986 青鹿毛 アメリカ | 父の母Wishing Well 1975 鹿毛 アメリカ            | Understanding                                    | Pretty Ways                                      |                  |
| 父 *サンデーサイレンス Sunday Silence 1986 青鹿毛 アメリカ | 父の母Wishing Well 1975 鹿毛 アメリカ            | Mountain Flower                                  | Montparnasse                                     | Montparnasse     |
| 父 *サンデーサイレンス Sunday Silence 1986 青鹿毛 アメリカ | 父の母Wishing Well 1975 鹿毛 アメリカ            | Mountain Flower                                  | Edelweiss                                        |                  |
| 母 *デインスカヤ Daneskaya 1993 鹿毛                       | 母の父*デインヒル 1986 鹿毛 アメリカ             | Danzig                                           | Northern Dancer                                  | Northern Dancer  |
| 母 *デインスカヤ Daneskaya 1993 鹿毛                       | 母の父*デインヒル 1986 鹿毛 アメリカ             | Danzig                                           | Pas de Nom                                       |                  |
| 母 *デインスカヤ Daneskaya 1993 鹿毛                       | 母の父*デインヒル 1986 鹿毛 アメリカ             | Razyana                                          | His Majesty                                      | His Majesty      |
| 母 *デインスカヤ Daneskaya 1993 鹿毛                       | 母の父*デインヒル 1986 鹿毛 アメリカ             | Razyana                                          | Spring Adieu                                     |                  |
| 母 *デインスカヤ Daneskaya 1993 鹿毛                       | 母の母Boubskaia 1987                             | Niniski                                          | Nijinsky                                         | Nijinsky         |
| 母 *デインスカヤ Daneskaya 1993 鹿毛                       | 母の母Boubskaia 1987                             | Niniski                                          | Virginia Hills                                   |                  |
| 母 *デインスカヤ Daneskaya 1993 鹿毛                       | 母の母Boubskaia 1987                             | Frenetique                                       | Tyrant                                           | Tyrant           |
| 母 *デインスカヤ Daneskaya 1993 鹿毛                       | 母の母Boubskaia 1987                             | Frenetique                                       | Femina                                           |                  |
| 母系(F-No.)                                                | (FN:16-g)                                        | (FN:16-g)                                        | (FN:16-g)                                        | [ § 3 ]          |
| 5代内の近親交配                                            | Northern Dancer 4×5（母内）、Natalma 5×5（母内） | Northern Dancer 4×5（母内）、Natalma 5×5（母内） | Northern Dancer 4×5（母内）、Natalma 5×5（母内） | [ § 4 ]          |
| 出典                                                       | 1. 2. 3. 4.                                      | 1. 2. 3. 4.                                      | 1. 2. 3. 4.                                      | 1. 2. 3. 4.      |

半妹に2008年チューリップ賞4着のスペルバインド（父・ゴールドアリュール）がいる。

### 近親の活躍馬
母はイギリス産。1997年の仏G2アスタルテ賞の勝ち馬。ほかにムーラン・ド・ロンシャン賞4着の実績がある。近親はイタリア、フランスなどで活躍しており、日本では種牡馬入りしたシルバーステートやスプリングステークス勝ち馬ヴィクティファルスなどがいる。